# St. Petri (Nordhausen)

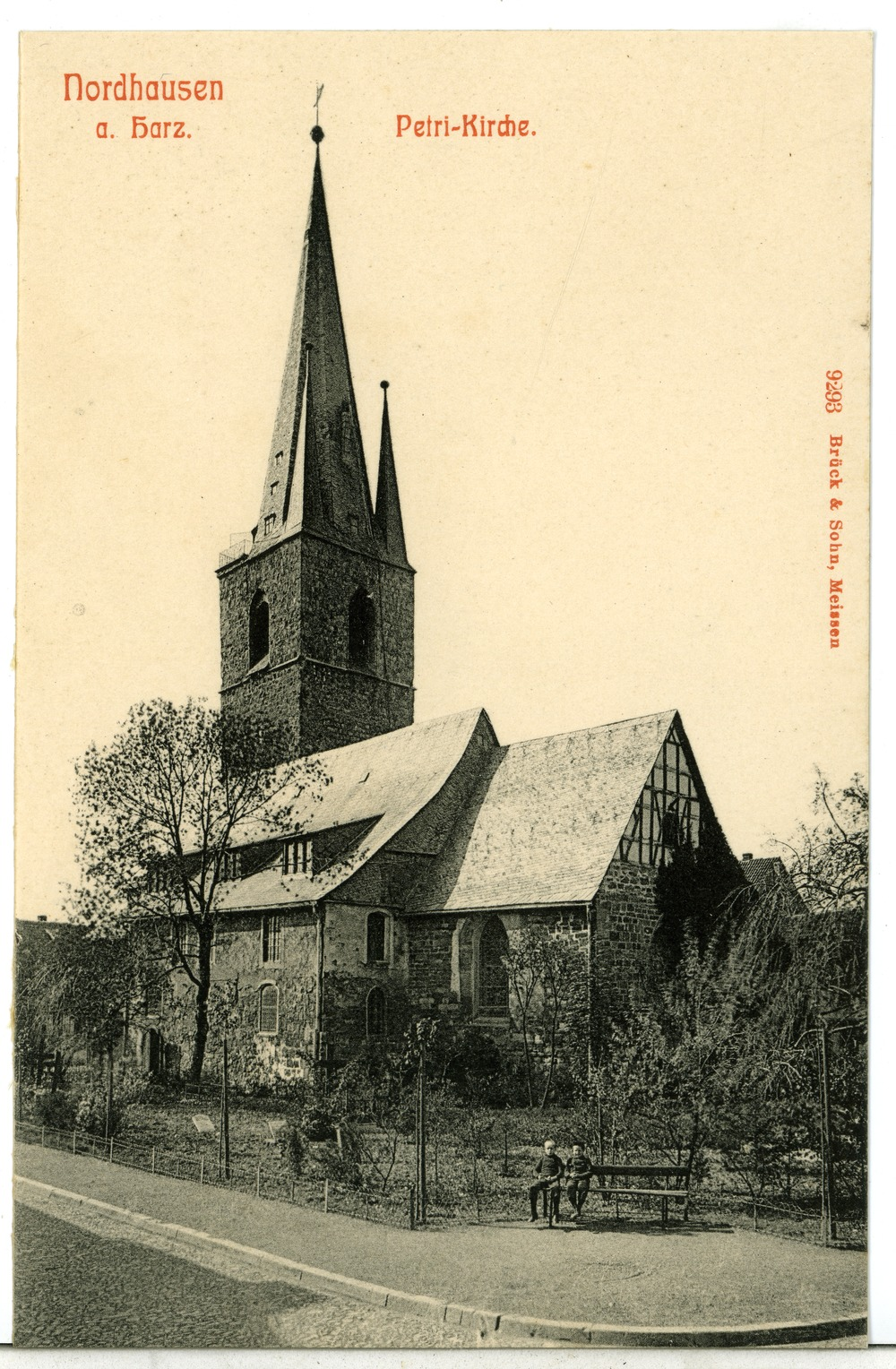
Historische Aufnahme

Die evangelische St.-Petri-Kirche war eine Kirche in Nordhausen in Thüringen. Sie wurde im Zweiten Weltkrieg zerstört, erhalten blieb lediglich der Kirchturm, der heute als Petri-Turm bekannt ist und als Aussichtsturm dient.

## Geschichte

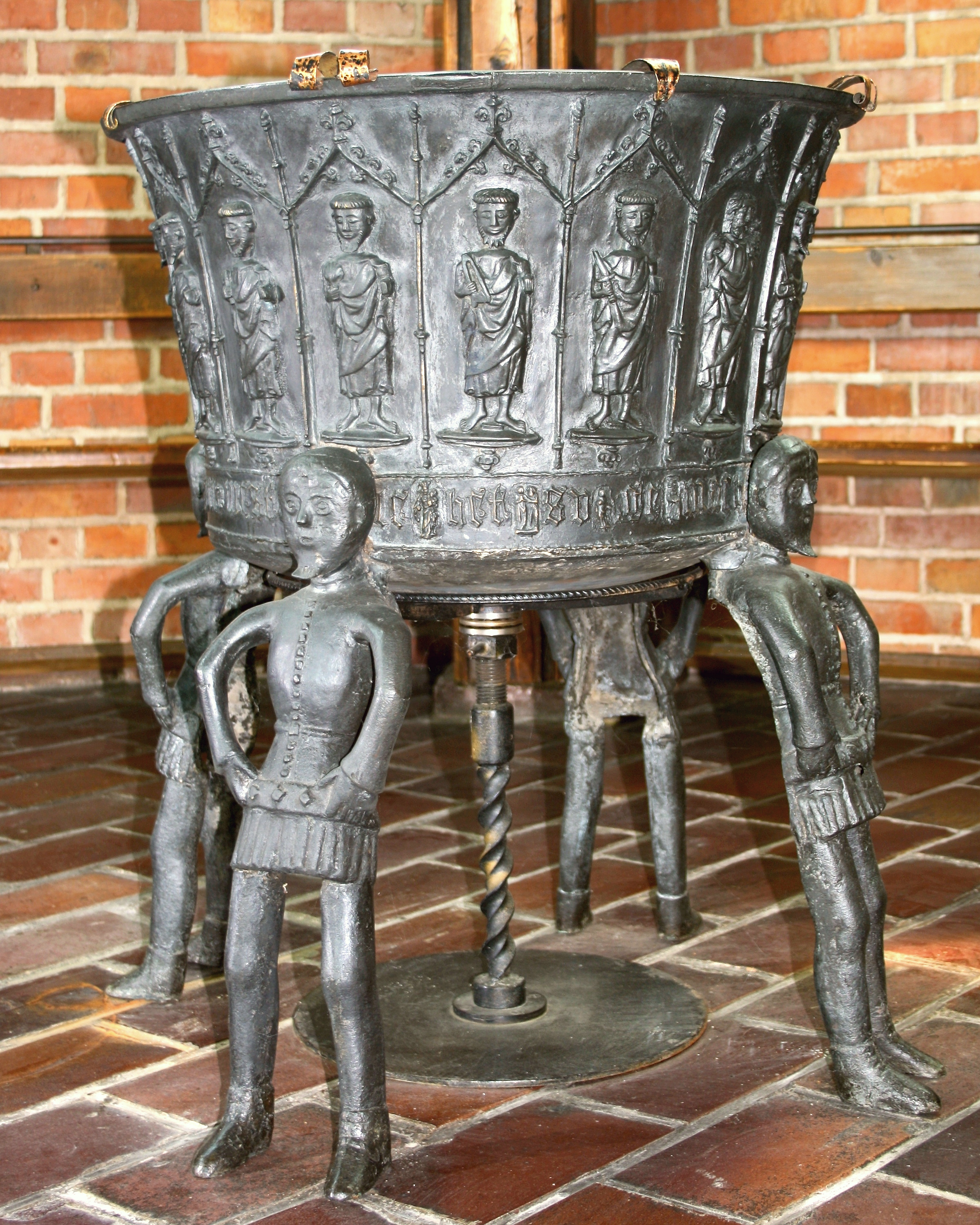
Bronzetaufbecken von 1429

Auf dem früher Löseberg genannten Petersberg befand sich vermutlich ein germanischer Kultplatz als Dingstätte. Auf diesem Platz wurde 1220 eine Kirche St. Petri erstmals urkundlich erwähnt. Der Bau der bis 1945 bestehenden Kirche begann 1334. Um die Kirche herum entwickelte sich ein Handwerker- und Wohnviertel, der Kirchturm entstand von 1362 bis 1377. 1522 wurde in der Kirche von Lorenz Süße, dem Prior des nahegelegenen Augustinerklosters, die erste protestantische Predigt in Nordhausen gehalten.
Am 9. Dezember 1660 wurde einer der vier Nebenhelme des Kirchturms durch einen Sturm heruntergeworfen. Ein zweiter wurde bald darauf entfernt, um Platz für eine Bläsergruppe zu schaffen. Der mit vier Glocken bestückte Kirchturm erhielt 1731 eine Turmwächterwohnung. 1772 wurde auf die Turmspitze eine neue Kirchturmkugel mit Posaunenengel gesetzt. Wegen Schäden im Inneren der Kirche aufgrund von Feuchtigkeit erfolgte im Jahr 1900 eine umfassende Erneuerung des Kirchengebäudes. Ebenfalls um diese Zeit entstand ein Treppenanbau an der Nordseite.
In der Nacht vom 3. auf den 4. April 1945 fiel die Kirche einem britischen Luftangriff auf Nordhausen zum Opfer. Viele Menschen suchten in dem Gotteshaus Schutz und fanden den Tod. Das Gebäude erhielt mehrere Volltreffer. Der brennende Turm stürzte auf das Kirchendach. Die Petri-Kirche und das Stadtviertel wurden dem Erdboden gleichgemacht. Nur die Ruine des Kirchturms blieb stehen.
Nach der Beseitigung der Kirchentrümmer ließ man den Stumpf des Turmes stehen. Er erhielt 1954 ein notdürftiges Dach, das am 4. April 1987 durch einen Turmhelm ersetzt wurde.
Nunmehr 62 Meter hoch, wird der Turm seit 1994 als Aussichtsturm genutzt. Das Areal des Petersberges wurde von 2000 bis 2004 für die zweite Thüringer Landesgartenschau umgestaltet, wobei Flächen zur Freizeitgestaltung mit Sport- und Spielmöglichkeiten, Heckengärten und Wasserspiele entstanden.

## Ausstattung
- Die Kanzel wurde im Jahr 1612 im barocken Stil erbaut. Sie war aus Holz geschnitzt. Ihre Brüstung war in 7 Felder unterteilt, welche (v. l. n. r.) als Relief biblische Darstellungen enthielt: Christi Taufe, Mariä Verkündigung, Anbetung der Hirten, Lasset die Kindlein zu mir kommen, Christus als guter Hirte, Christi Verklärung, das Opfer des Isaak. Darunter befand sich jeweils ein passender Bibelspruch in einer Kartusche. Die einzelnen Felder waren getrennt durch acht Apostelfiguren, die auf von Frauenköpfen getragenen Postamenten standen. Die Kanzel wurde von einer Figur, die Christophorus mit dem Jesuskind darstellt, getragen.
- Der barocke Altar trat im Jahr 1751 an die Stelle eines gotischen Vorgängers. Er war verziert mit einem korinthischen Säulenaufbau. Zur Linken und Rechten standen die Figuren des Petrus und des Paulus. Da kein Altarblatt vorhanden war, erschien das bunt verglaste Chorfenster (aus dem Jahr 1901) an seiner statt. Der Altar besaß als Reliquie ein Töpfchen, das eine verhärtete Masse enthielt. Diese wurde als Milch der Mutter Maria verehrt.
- Das Epitaph des Bürgermeisters Ernst und seiner Ehefrau befand sich an der Nordwand des Chores und war eine Renaissancearchitektur mit seitlichen cellierten Säulen, geschnitzten Wangen, Simsen und zwei übereinander angeordneten Ölgemälden. Das obere von ihnen zeigte die Auferstehung Christi und die am Fuße des Kreuzes knienden Verstorbenen.
- Das Epitaph des Stadtschreibers Johann Pfeiffer aus dem Jahr 1552 bestand aus einer einfachen Platte aus dunkelgrauem Alabaster. Sie zeigte das stehende Vollbild des Verstorbenen. Darum zog sich eine lateinische Grabschrift.
- Das bronzene Taufbecken aus dem Jahr 1429 stand im Chorraum. Es misst 84 cm in der Höhe und 68 cm im Durchmesser und befindet sich heute in der Justus-Jonas-Kirche. Sein Volumen beträgt ca. 90 Liter. Die Kuppa wird getragen von vier bärtigen Männern in der Kleidung des 15. Jahrhunderts. Ein Schriftband in gotischer Minuskel umzieht den unteren Rand der Kuppa, aus ihm geht das Entstehungsjahr hervor. Durch Maßwerkblenden wird die Außenfläche des Taufbeckens in 16 Felder geteilt. In diesen stehen männliche Figuren als Hochrelief, von denen Johannes der Täufer, Petrus, Paulus, Jakobus und Laurentius eindeutig identifizierbar sind.
- Der Kirchenschatz bestand aus 4 alten Kelchen, einer silbernen Hostienschachtel, einer Taufkanne und einer Taufschale. Letztere war silbern und teilweise vergoldet. Es handelte sich um eine Augsburger Arbeit aus der Zeit um 1550. Ihr breiter Rand war mit Akanthusranken, Perl- und Gewindestäben verziert.

## Orgel
1597 wurde eine Orgel gebaut. Ein Blitzschlag beschädigte diese am 1. Juli 1658. Im folgenden Jahr wurde die Orgel repariert und um zwei Register und ein Rückpositiv vermehrt. Am 9. Dezember 1660 richtete ein Sturm in der Kirche Verwüstungen an und beschädigte die Orgel stark. 1674 wird die Orgel entfernt und 1679 neugebaut. Bei einem Schneegestöber mit Gewitter am 11. Januar 1682 traf ein Blitz die Kirche und brachte Pfeifen zum Schmelzen.
| I Oberwerk C– |             |          |
| 1.            | Quintadena  | 16′      |
| 2.            | Prinzipal   | 8′       |
| 3.            | Gedackt     | 8′       |
| 4.            | Oktave      | 4′       |
| 5.            | Quinte      | 2 ⁄3′    |
| 6.            | Superoktave | 2′       |
| 7.            | Prinzipal   | 2′       |
| 8.            | Sifflöte    | 1 ⁄3′(?) |
| 9.            | Mixtur IV   |          |
| 10.           | Mixtur      |          |
| 11.           | Zimbel II   |          |
| 12.           | Zimbel      |          |

| II Rückpositiv C– |              |       |
| 13.               | Quintadena   | 8′    |
| 14.               | Prinzipal    | 4′    |
| 15.               | Gedackt      | 4′    |
| 16.               | Oktave       | 2′    |
| 17.               | Superoktave  | 1′(?) |
| 18.               | Sesquialtera |       |
| 19.               | Mixtur       |       |

| Pedal C– |               |     |
| 20.      | Subbass       | 16′ |
| 21.      | Prinzipalbass | 16′ |
| 22.      | Zimbel III    |     |
| 23.      | Posaune       | 16′ |
| 24.      | Kornett       | 2′  |

1751–1752 baute Johann Michael Hartung eine neue Orgel mit 23 Registern auf zwei Manualen und Pedal. Bis ins 20. Jahrhundert ist nichts weiter über die Orgel bekannt, Aufzeichnungen sind durch Brand vernichtet worden. Am 7. April 1913 sammelte die Gemeinde Geld für den Bau einer neuen Orgel. Dieser erfolgte 1914 durch P. Furtwängler & Hammer aus Hannover. Die Disposition entwarf Georg Sbach, Organist an St. Blasii. Die Orgel war pneumatisch.
| I Manual C– |              |     |
| 1.          | Prinzipal    | 16′ |
| 2.          | Prinzipal    | 8′  |
| 3.          | Bordun       | 8′  |
| 4.          | Gambe        | 8′  |
| 5.          | Flauto major | 8′  |
| 6.          | Oktave       | 4′  |
| 7.          | Rohrflöte    | 4′  |
| 8.          | Oktave       | 2′  |
| 9.          | Mixtur III   |     |
| 10.         | Kornett IV–V |     |
| 11.         | Trompete     | 8′  |

| II Manual (schwellbar) C– |                |        |
| 12.                       | Bordun         | 16′    |
| 13.                       | Hornprinzipal  | 8′     |
| 14.                       | Dolce          | 8′     |
| 15.                       | Quintatön      | 8′     |
| 16.                       | Viola          | 8′     |
| 17.                       | Konzertflöte   | 8′     |
| 18.                       | Prinzipal      | 4′     |
| 19.                       | Traversflöte   | 4′     |
| 20.                       | Quinte         | 2 ⁄3′  |
| 21.                       | Flautino       | 2′     |
| 22.                       | Terz           | 1 3⁄5′ |
| 23.                       | Progressio III |        |
| 24.                       | Trompete       | 8′     |
| 25.                       | Oboe           | 8′     |
|                           | Tremulant      |        |

| III Manual (schwellbar) C– |                  |     |
| 26.                        | Lieblich Gedackt | 16′ |
| 27.                        | Geigenprinzipal  | 8′  |
| 28.                        | Gedackt          | 8′  |
| 29.                        | Äoline           | 8′  |
| 30.                        | Voix coelestis   | 8′  |
| 31.                        | Oktavflöte       | 8′  |
| 32.                        | Fugara           | 4′  |
| 33.                        | Fernflöte        | 4′  |
| 34.                        | Piccolo          | 2′  |
| 35.                        | Echokornett III  |     |
| 36.                        | Klarinette       | 8′  |
|                            | Tremulant        |     |

| Pedal C– |                |     |
| 37.      | Prinzipalbass  | 16′ |
| 38.      | Subbass        | 16′ |
| 39.      | Echobass       | 16′ |
| 40.      | Harmonicabass  | 16′ |
| 41.      | Violonbass     | 16′ |
| 42.      | Prinzipalbass  | 8′  |
| 43.      | Cello          | 8′  |
| 44.      | Posaune        | 16′ |
| 45.      | Bassklarinette | 8′  |

- Koppeln: I/II, I/III, II/III, II/I, III/I, III/II, I/P, II/P, III/P, Oberoktavkoppeln (III+I, II+I, III+II, III), Unteroktavkoppeln (II+I, III+II, III)
- Spielhilfen: Walze, Schweller, feste Kombinationen (Zungen, tutti), eine freie Kombination

Die Orgel wurde zusammen mit der Kirche zerstört.

## Geläut
Das Geläut bestand aus vier Bronze-Kirchglocken. Die größte goss am 24. September 1652 Erfurts Glockengießer Wolfgang Geyer am Töpfertor aus der Glockenspeise der vorigen Glocke, sie wog 3.600 Kilogramm. Die sogenannte Vesperglocke erklang seit dem 6. September 1612 jeden Tag mittags um 12 Uhr. Die Bierglocke wurde jeden Abend um 8 Uhr geläutet.

## Petri-Turm

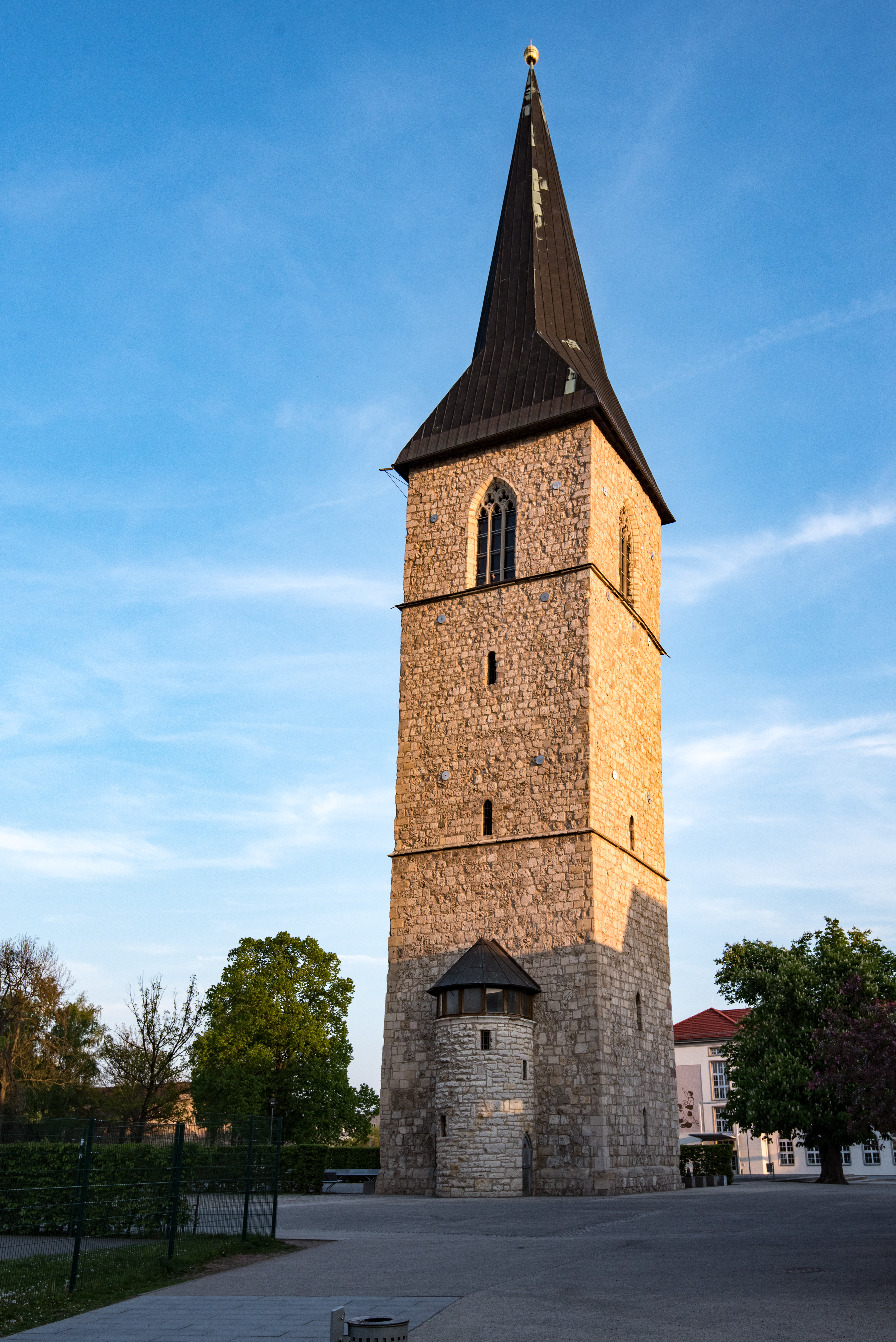
Petri-Turm, einstiger Glockenturm der Kirche St. Petri in Nordhausen (2014)

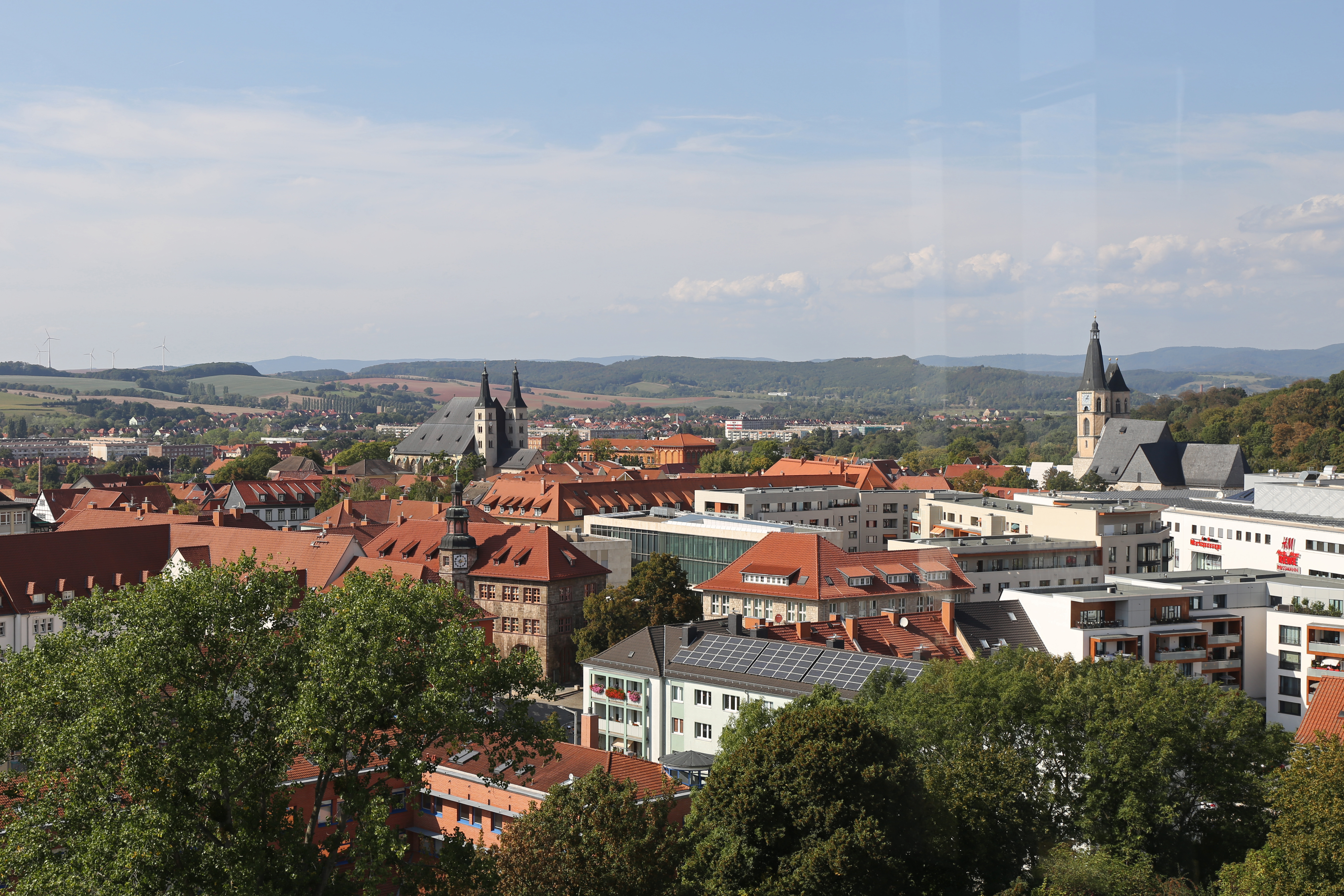
Blick vom Petri-Turm auf das Stadtzentrum von Nordhausen

Der Kirchturm von St. Petri auf dem Petersberg brannte bei den Luftangriffen auf Nordhausen aus, er verlor seine Spitze und später auch die Reste seines Kirchenschiffs: Der Kirchturm blieb nach dem Massen-Abriss der kriegsbeschädigten und -zerstörten Häuser und des Kirchenschiffs nach dem Zweiten Weltkrieg bestehen. 
Bis 1987 war der Turm weithin als stumpfe Luftkriegsruine erkennbar, dann erhielt er wieder einen Turmhelm. Er wurde seit 1990 zum Luftkriegs-Gedenkort umgestaltet. Ein „Raum der Ruhe“ ist dem Gedenken an die mehr als 100 Menschen gewidmet, die dort Schutz gesucht hatten und bei den Bombeneinschlägen in der Kirche getötet wurden. Die Lage des früheren Kirchenschiffs wurde markiert.
Der Kirchturm bekam am 4. April 1987 wieder ein Dach und wird seitdem als Aussichtsturm genutzt: Der Rundblick reicht bis zum Harz und Kyffhäuser, zum Eichsfeld und zur Hainleite. Anlässlich der Thüringer Landesgartenschau 2004 wurde sein Umfeld völlig neu gestaltet – es entstanden Flächen zur Freizeitgestaltung mit Sport- und Spielmöglichkeiten, Heckengärten und Wasserspiele.